# ドン・オマール
ドン・オマール（Don Omar, 1978年2月10日 - ）は、プエルトリコ出身のミュージシャン、俳優。本名はウィリアム・オマール・ランドロン・リベラ (William Omar Landrón Rivera)。

## 来歴・人物
レゲトンを代表するアーティスト。2003年発売のアルバム『最後のドン』は2005年前半までチャートインし、レゲトンではもっとも長いロング・セラーとなった。
2005年8月には、『MTV Video Music Awards 2005』で同じくレゲトンを代表するアーティストのダディー・ヤンキー、テゴ・カルデロンと初共演を果たした。また、アメリカのアーティストとのコラボレーションも多い。
2012年のラテン・グラミー賞でBest Urban Music Album賞を受賞した。
2009年・2011年・2017年 * 2021には、ワイルド・スピードシリーズの『ワイルド・スピード MAX』や『ワイルド・スピード MEGA MAX』に「リコ・サントス」として出演した。
2017年9月1日、同年12月に開催されるプエルトリコのコンサートで引退することを自身のInstagramアカウントを通じて公表した。しかし、2018年以降もリミックスをリリースするなど活動を継続しており、2019年1月にはファルッコとのシングル「Ramayama」をリリースした。
2024年、がん闘病中。

## ディスコグラフィー
- The Last Don（2003年6月22日発売）
- ダ・ヒットマン プレゼンツ〜レゲトン・ラティーノ〜（2006年2月1日発売）
- キング・オブ・キングス（2006年9月20日発売）
- ダ・ヒットマン プレゼンツ〜レゲトン・ラティーノ〜（限定盤、2006年2月1日発売）
- iDon（2009年4月28日発売） - 収録曲「Virtual Diva」は、ゲーム『Saints Row: The Third』に使用されている。
- Meet the Orphans（2010年発売） - ワイルドスピードシリーズで人気を得たDanza Kuduroを収録。
- The Last Don 2（2015年発売） - 「The Last Don」の続編。
- Secreta Sociedad（2019年発売）

## 登場曲での使用
日本プロ野球（NPB）において複数の選手が登場曲に使用している。
- 益田直也（ロッテ） - DANZA KUDURO
- アンドレス・マチャド（オリックス） - Bandoleros